# 杨春风
杨春风（1968年—2013年6月22日），新疆乌鲁木齐人，中国民间登山家，曾登顶全世界共14座高度超过8000米级别山峰当中的11座，2012年7月31日更是与另一名中國登山者饶剑峰一同登顶世界第二高峰乔戈里峰（K2，海拔8,611（28,251英尺））。
2013年6月22日在巴基斯坦境内与饶剑峰一同遭塔利班恐怖分子杀害。

## 生平
- 2002年以波兰队联络官的身份第一次攀登及接触世界第二高峰乔戈里峰（K2）。
- 2007年5月16日，成为首位登顶珠穆朗玛峰的新疆人。[3]
- 2009年杨春风一人前往巴基斯坦第二度尝试攀登乔戈里峰，因天气原因两次止步于該峰的C3营地（海拔7,400（24,300英尺））。
- 2012年7月31日，与饶剑峰、张京川一同登顶乔戈里峰。

## 参看
- 饶剑峰
- 2013年南迦帕爾巴特峰旅遊槍擊案